# Flixmobility

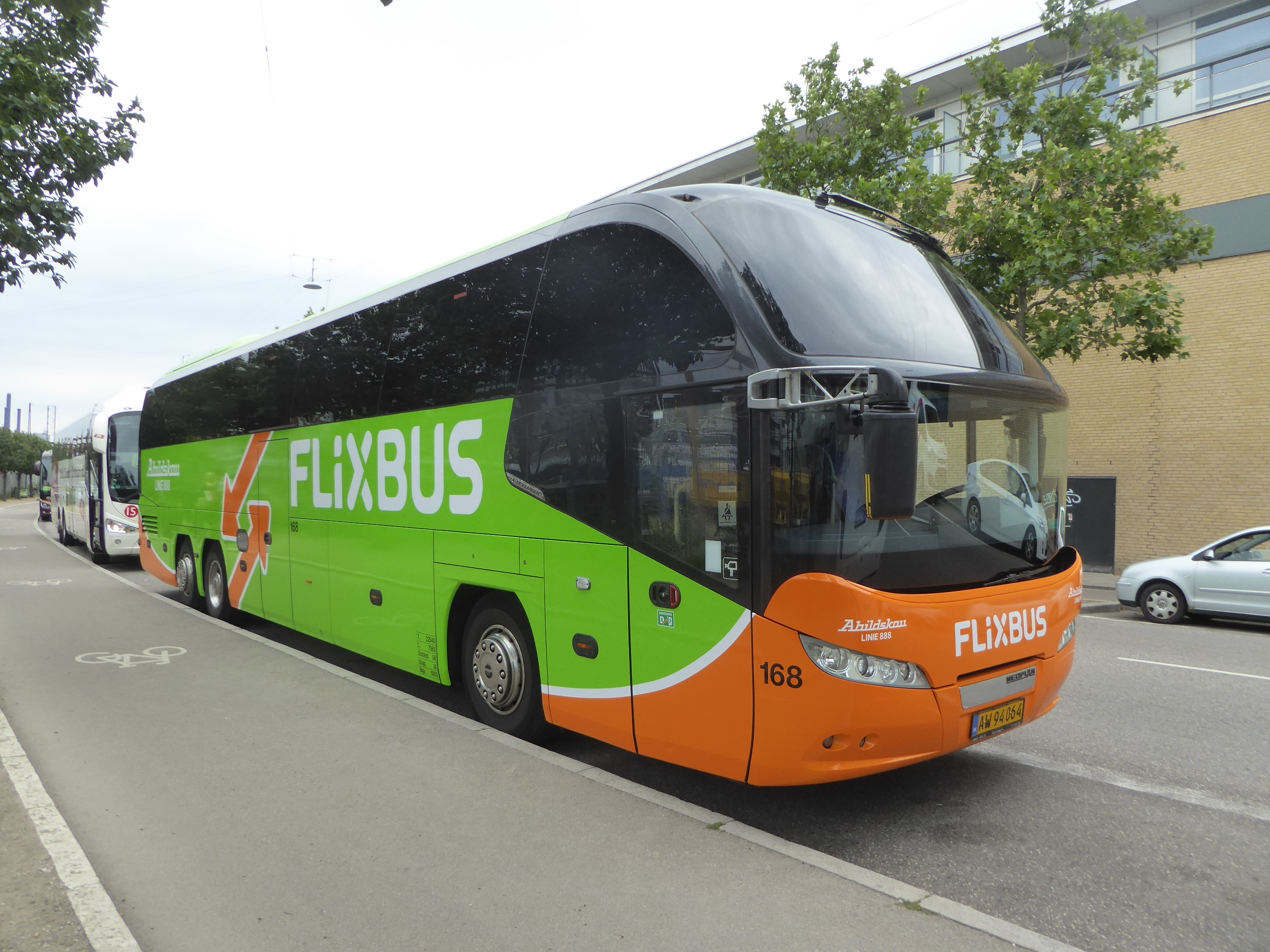
Autokar FlixBus

Flix SE (wcześniej Flixmobility GmbH) – spółka z siedzibą w Monachium oferująca przewozy autokarowe pod marką FlixBus na terenie 35 krajów Europy. Powstała w 2013 roku po deregulacji rynku dalekobieżnych przewozów autobusowych w Niemczech jako konkurencja dla carpoolingu oraz kolei niemieckiej Deutsche Bahn. W 2015 roku miało miejsce połączenie FlixBusa z konkurencyjną spółką oferującą przewozy pod marką MeinFernbus. Przedsiębiorstwo rozwija się oferując połączenia w coraz większej liczbie państw Europy, w tym od 2015 roku w Polsce, a także od 2018 roku w USA. Od 2018 roku ruszyły także pierwsze przewozy kolejowe realizowane przez Flix na terenie Niemiec pod marką FlixTrain.
W lutym 2022 roku Flixmobility ogłosiło zmianę nazwy i reorganizację zarządu. FlixMobility GmbH została przekształcona w SE. W marcu 2022 roku Flixmobility GmbH została wykreślona z rejestru handlowego i wpisana do rejestru Flixmobility AG. W dniu 7 kwietnia 2022 roku firma Flixmobility AG została przemianowana na Flixmobility SE. Za zgodą Zwyczajnego Walnego Zgromadzenia 13 kwietnia 2022 roku firma została przemianowana na Flix SE. Marka parasolowa Flixmobility została również zmieniona na Flix. W skład zarządu wchodzą Daniel Krauss i André Schwämmlein. Przewodniczącym rady nadzorczej jest Achim Berg, współzałożyciel Jochen Engert przeniósł się do rady nadzorczej.

## Dalekobieżne przewozy autobusowe

Dawne logo FlixBus (do 2015)

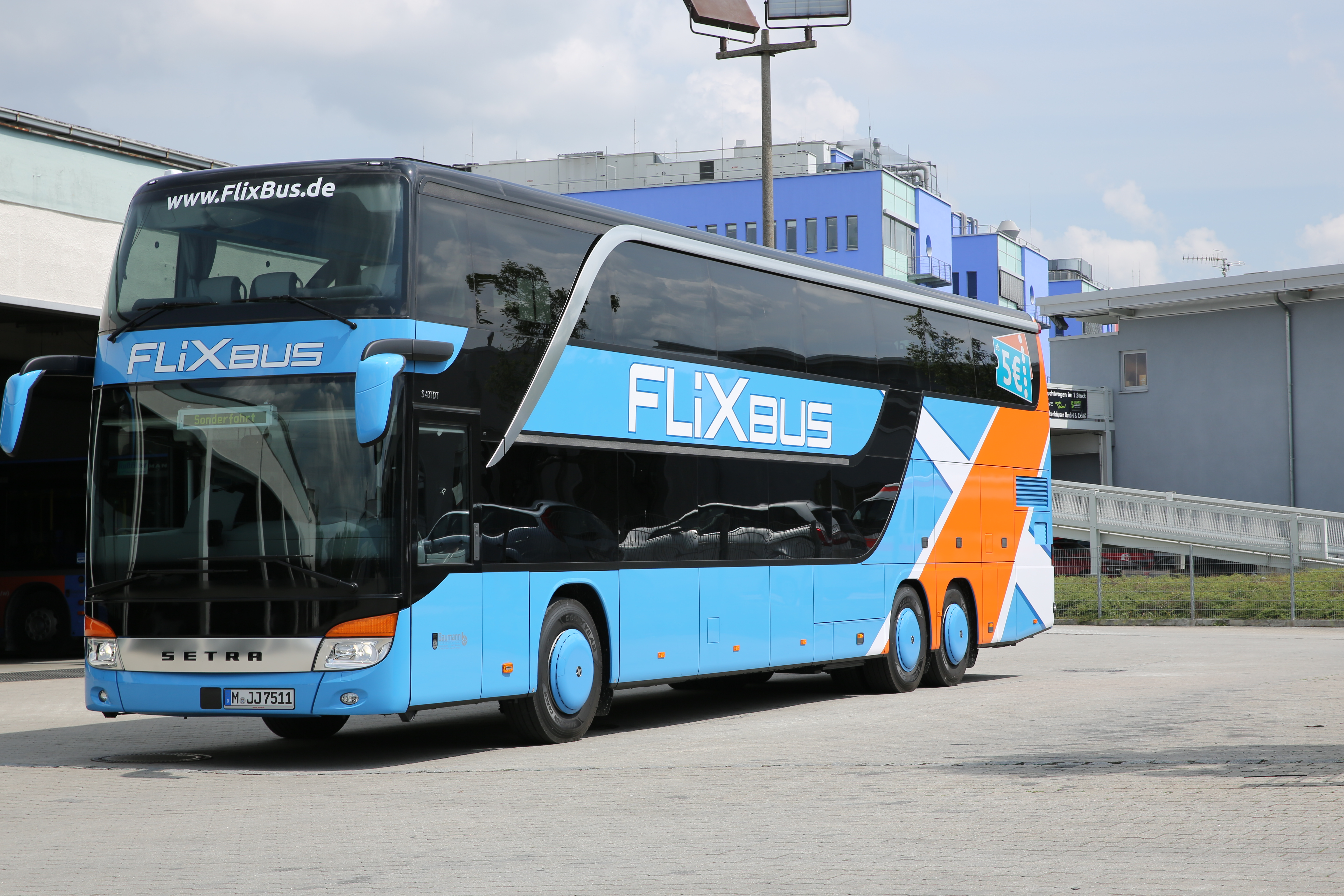
Autokar FlixBus w dawnych barwach firmy (do 2015)

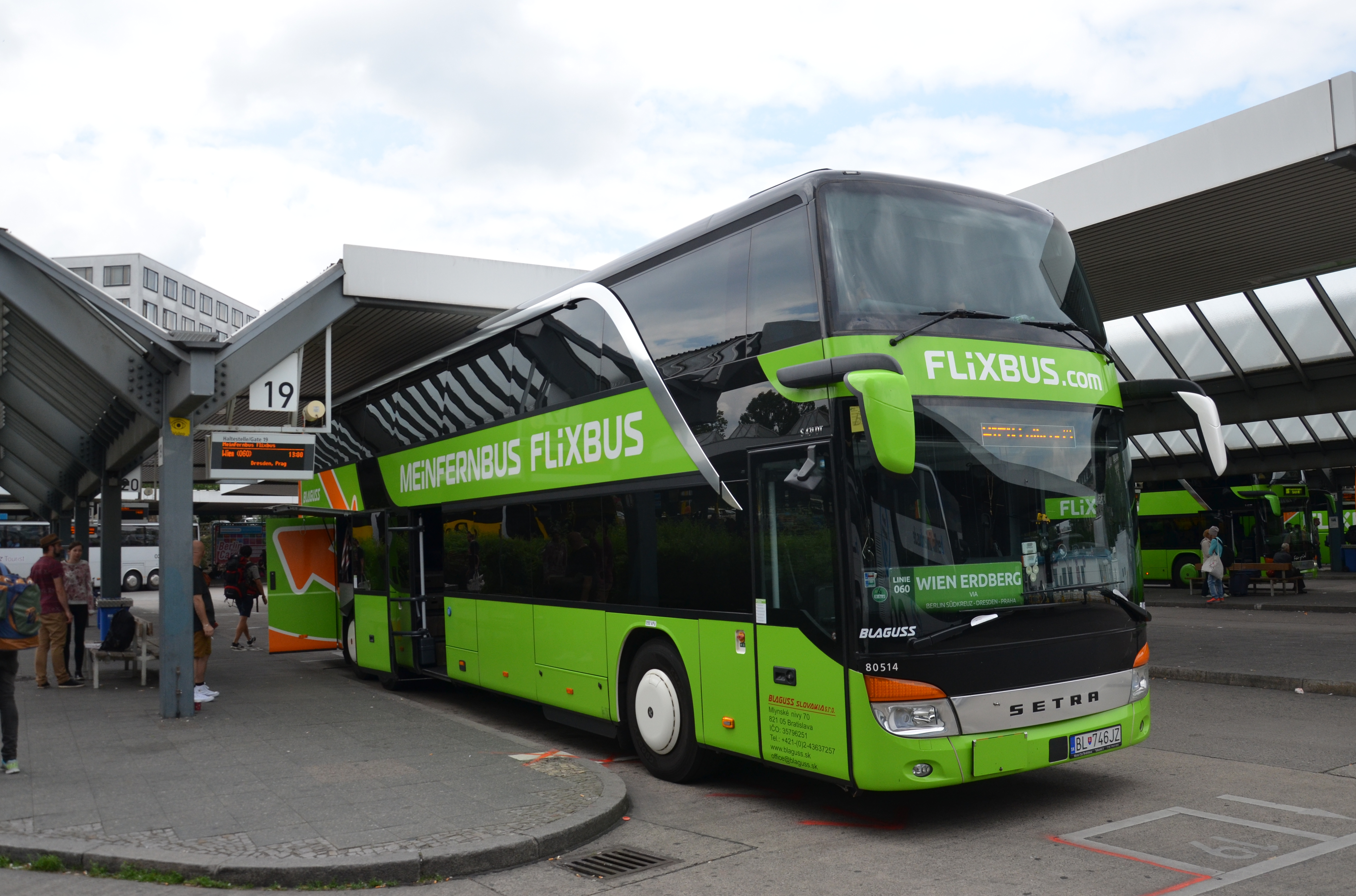
Autokar FlixBus na dworcu w Berlinie

Miejsca docelowe Flixbusem

### Historia
Do 2013 roku w Niemczech monopol na przewozy międzymiastowe należał do Deutsche Bahn, która uruchamiała autobusy dalekobieżne pod marką IC-Bus. Głównym środkiem transportu dalekobieżnego w Niemczech była jednak kolej. W 2013 roku, dzięki deregulacji rynku na terenie Niemiec, powstało wielu przewoźników oferujących przewozy autokarowe między miastami w atrakcyjnych cenach, m.in. ADAC Postbus, DeinBus, MeinFernbus, City2City oraz FlixBus. FlixBus został założony jako startup przez Jochena Engerta, Daniela Kraussa oraz André Schwämmleina. Wykorzystali oni pomysł na stworzenie sieci połączeń autokarowych w oparciu o pojazdy zewnętrznych przewoźników. Autokary FlixBus wyróżniały się jednak jednolitym malowaniem (wówczas niebiesko-pomarańczowym) oraz skoordynowaną siatką przesiadek, a także przystępnymi cenami biletów. Pierwszymi trasami w siatce były bezpośrednie połączenia między Monachium, Norymbergą a Erlangen.
Siatka połączeń szybko rozrosła się na całe Niemcy i zaczęła wykraczać poza granice kraju. Nawiązano także współpracę z austriackim przewoźnikiem kolejowym i autobusowym Westbahn. W 2014 roku FlixBus przewiózł 3,5 mln pasażerów, co dało mu 2. wynik w kraju (po przewoźniku MeinFernbus z wynikiem 7,2 mln pasażerów). Od 2014 roku wyszukiwanie połączeń FlixBus jest możliwe za pomocą Map Google
W roku 2015 nastąpiła ekspansja na kraje sąsiednie, powstały spółki-córki m.in. we Francji, w Holandii, w Danii oraz w Austrii. Doszło do fuzji z przedsiębiorstwem oferującym przewozy pod marką MeinFernbus. Obie spółki działały początkowo pod marką MeinFernbus FlixBus, nazwa MeinFernbus była jednak stopniowo zastępowana marką FlixBus. Nowe barwy firmy to zapożyczona z MeinFernbus zieleń oraz pomarańcz. W 2015 roku do przedsiębiorstwa należało 71% rynku dalekobieżnych połączeń autobusowych w Niemczech. W 2015 roku doszło także do przejęcia przedsiębiorstwa Liniita.
W grudniu 2015 roku FlixBus nawiązał współpracę z firmą Interglobus ze Szczecina, która uruchamiała autokary pod marką Follow Me! na trasie Szczecin – Berlin. Dzięki temu FlixBus zapoczątkował działalność na polskim rynku. Nastąpiło także rozpoczęcie współpracy z przewoźnikiem Blaguss, który rozpoczął obsługę tras do krajów takich jak Chorwacja, Węgry i Słowacja.
W 2016 roku FlixBus przejął sieć połączeń przewoźnika ADAC Postbus od Deutsche Post oraz europejską część spółki Megabus od Stagecoach Group. Zaowocowało to wejściem przewoźnika na rynek brytyjski i umocnieniem jego pozycji we Francji. FlixBus wprowadził też połączenia do Barcelony, a także umocnił się na rynku polskim rozpoczynając współpracę z firmą PolskiBus.com oraz oferując nowe połączenia pod własnym szyldem z Warszawy i Wrocławia do Czech i Niemiec.
Według danych Niemieckiego Urzędu Statystycznego w 2016 roku FlixBus miał 90,8-procentowy udział w niemieckim rynku przewozów autokarowych.
W 2018 roku FlixBus przejął szwedzkiego przewoźnika Swebus Express, tym samym wchodząc na dużą skalę na rynek przewozów autokarowych w krajach skandynawskich. Doszło także do przejęcia całej siatki połączeń PolskiBus.com w Polsce, co zaowocowało wycofaniem się marki PolskiBus z Polski na rzecz FlixBusa.
W tym samym roku FlixBus rozpoczął działalność w Stanach Zjednoczonych. Połączył 40 miast na zachodzie USA, m.in. Los Angeles, Las Vegas, San Diego i Phoenix.
W kwietniu 2019 roku zakończyły się negocjacje, na mocy których spółka Flix wykupiła od grupy Transdev marki Eurolines oraz Isilines. Transakcja dotyczy siatki połączeń Eurolines na terenie Francji, Belgii, Holandii, Czech i Hiszpanii z siatką obejmującą ponad 25 krajów. Wszystkie połączenia weszły tym samym w siatkę FlixBus.

### Standard
Przedsiębiorstwo Flix zajmuje się ustalaniem rozkładu jazdy autobusów, sprzedażą i dystrybucją biletów, systemem wyszukiwania połączeń oraz pozostaje organizatorem przewozu osób. Samą eksploatacją autokarów oraz zatrudnieniem kierowców zajmują się natomiast zewnętrzni podwykonawcy przewozów. Autokary spełniają określone normy, są wyposażone w Wi-Fi, pasy bezpieczeństwa, WC oraz możliwość zakupu przekąsek. FlixBus wymaga także autokarów nie starszych niż 7 lat.

### Wielkość przewozów pasażerskich
W 2017 roku z usług FlixBus skorzystało 40 mln pasażerów, a od początku swojej działalności autokary FlixBus przewiozły ponad 100 mln podróżnych. W 2018 roku autokary FlixBus były obecne w 29 państwach na świecie, a przewoźnik miał w siatce ponad 2000 przystanków. W ofercie było ponad 300 000 połączeń dziennie.

## Przewozy kolejowe

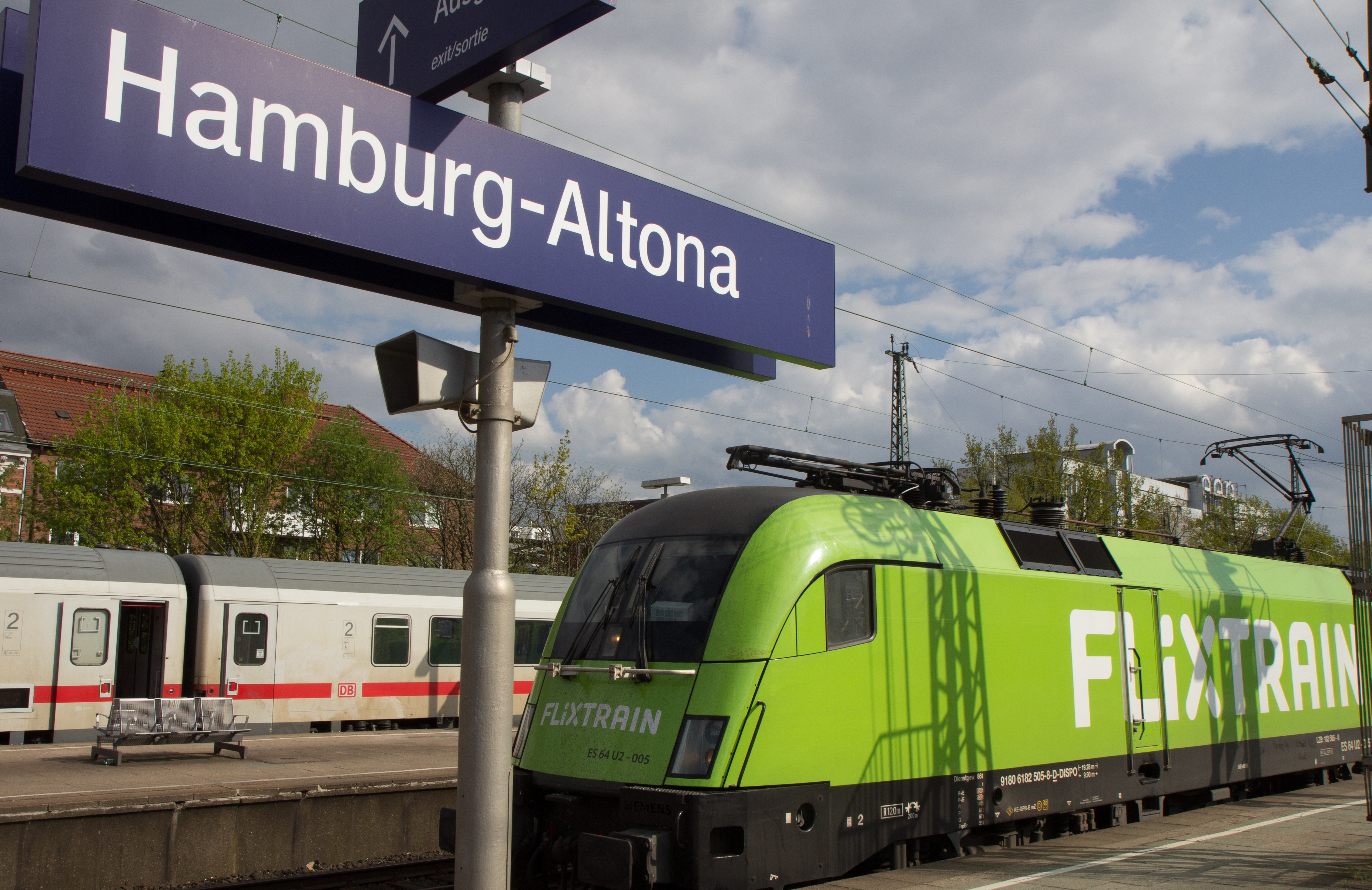
FlixTrain na stacji Hamburg-Altona

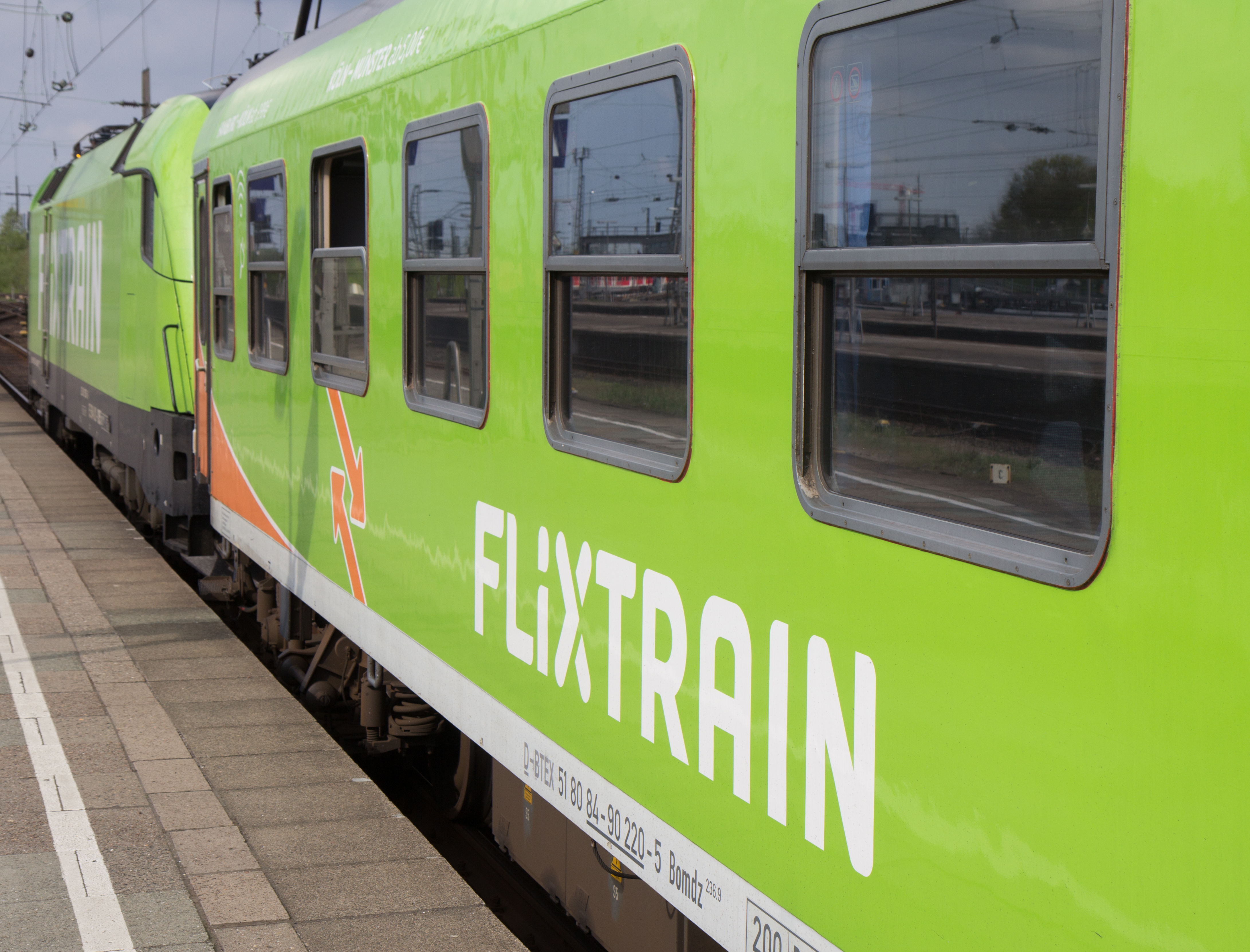
Wagon FlixTrain

W ramach przedsiębiorstwa Flix oferowane są także przewozy kolejowe na terenie Niemiec oraz Austrii. Pierwszym połączeniem kolejowym w ofercie przedsiębiorstwa była trasa Wien Westbahnhof – Sankt Pölten – Linz – Salzburg, na której przewozy wykonuje przedsiębiorstwo Westbahn. Kolejnym etapem było przejęcie w 2017 roku niemieckiego przewoźnika kolejowego Locomore, który w 2017 roku ogłosił upadłość. Stało się to we współpracy z czeskim przedsiębiorstwem kolejowym Leo Express. W ten sposób 23 marca 2018 roku na niemieckie tory wyjechały pociągi pod marką FlixTrain na trasie Berlin-Lichtenberg – Hanower – Kassel – Frankfurt – Stuttgart. Jednocześnie doszło do włączenia w siatkę pociągów na trasie Hamburg-Altona – Osnabrück – Essen – Düsseldorf – Kolonia, które obsługuje przewoźnik Bahn-Touristik-Express. Miesiąc później uruchomiono także nocne połączenie kolejowe na trasie Hamburg – Hanower – Freiburg – Lörrach.

## FlixBus w Polsce

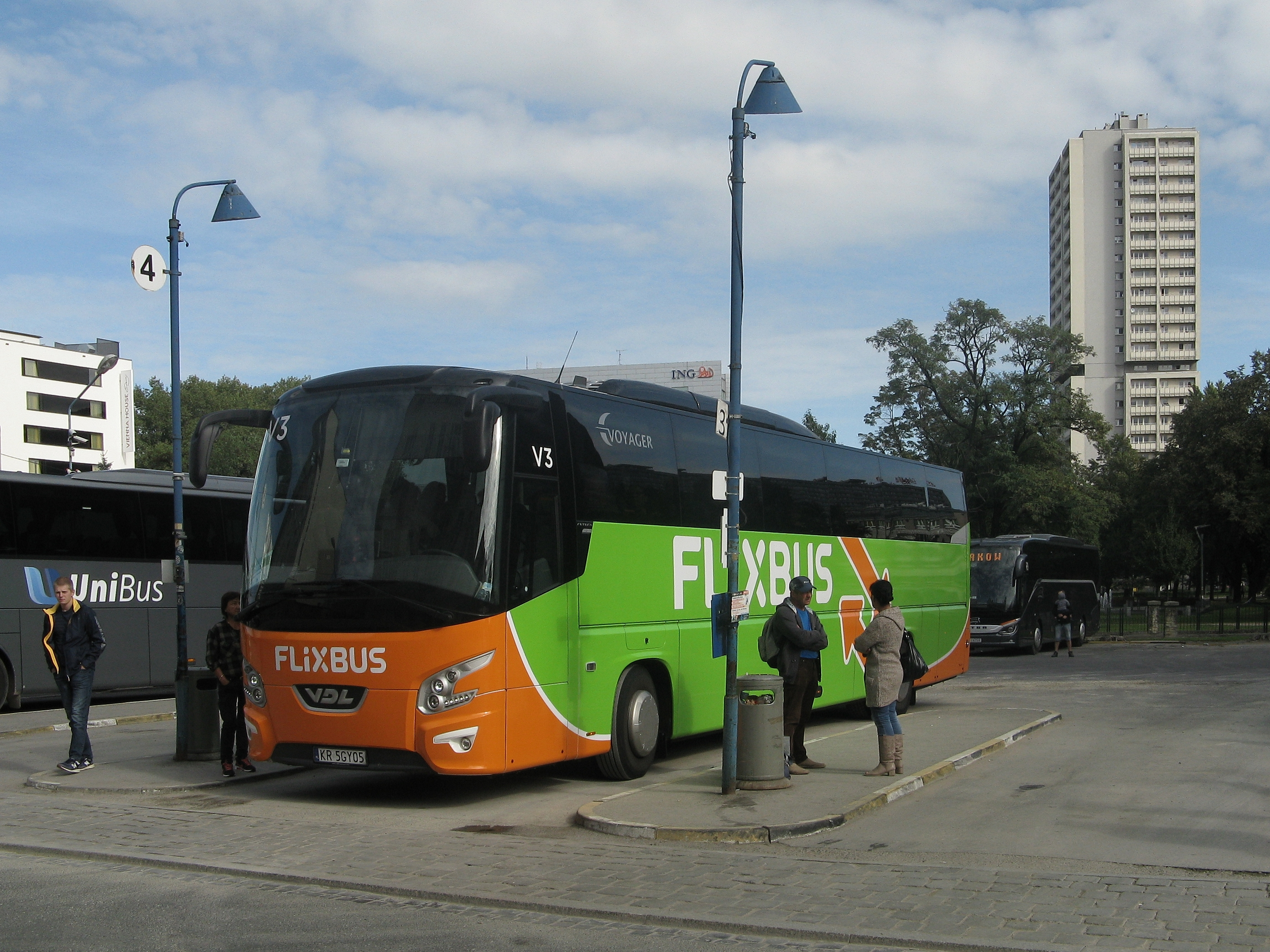
Autokar FlixBus w Katowicach należący do przewoźnika Voyager

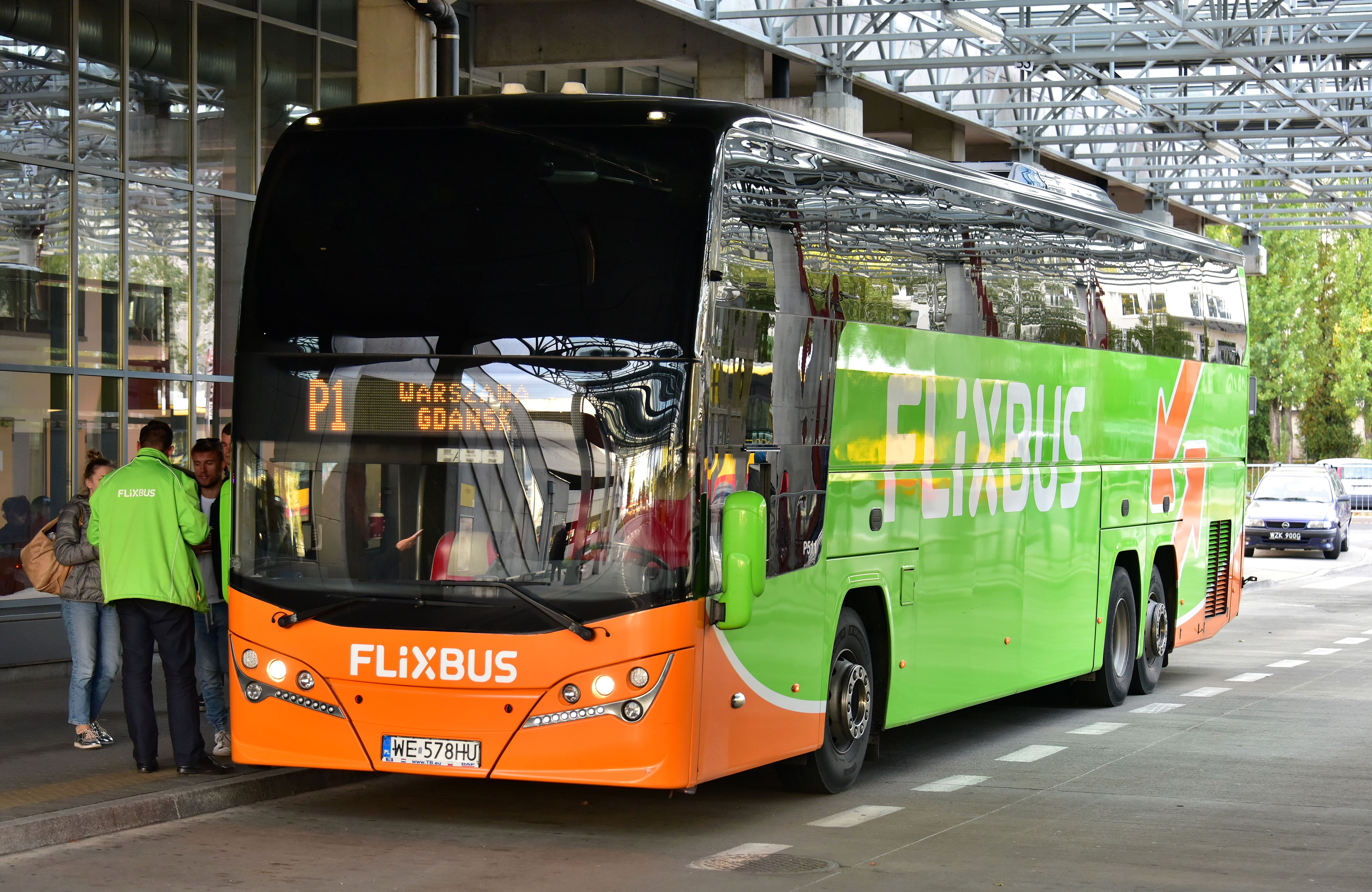
Autokar dawnego przewoźnika PolskiBus.com jako FlixBus na trasie Warszawa – Gdańsk

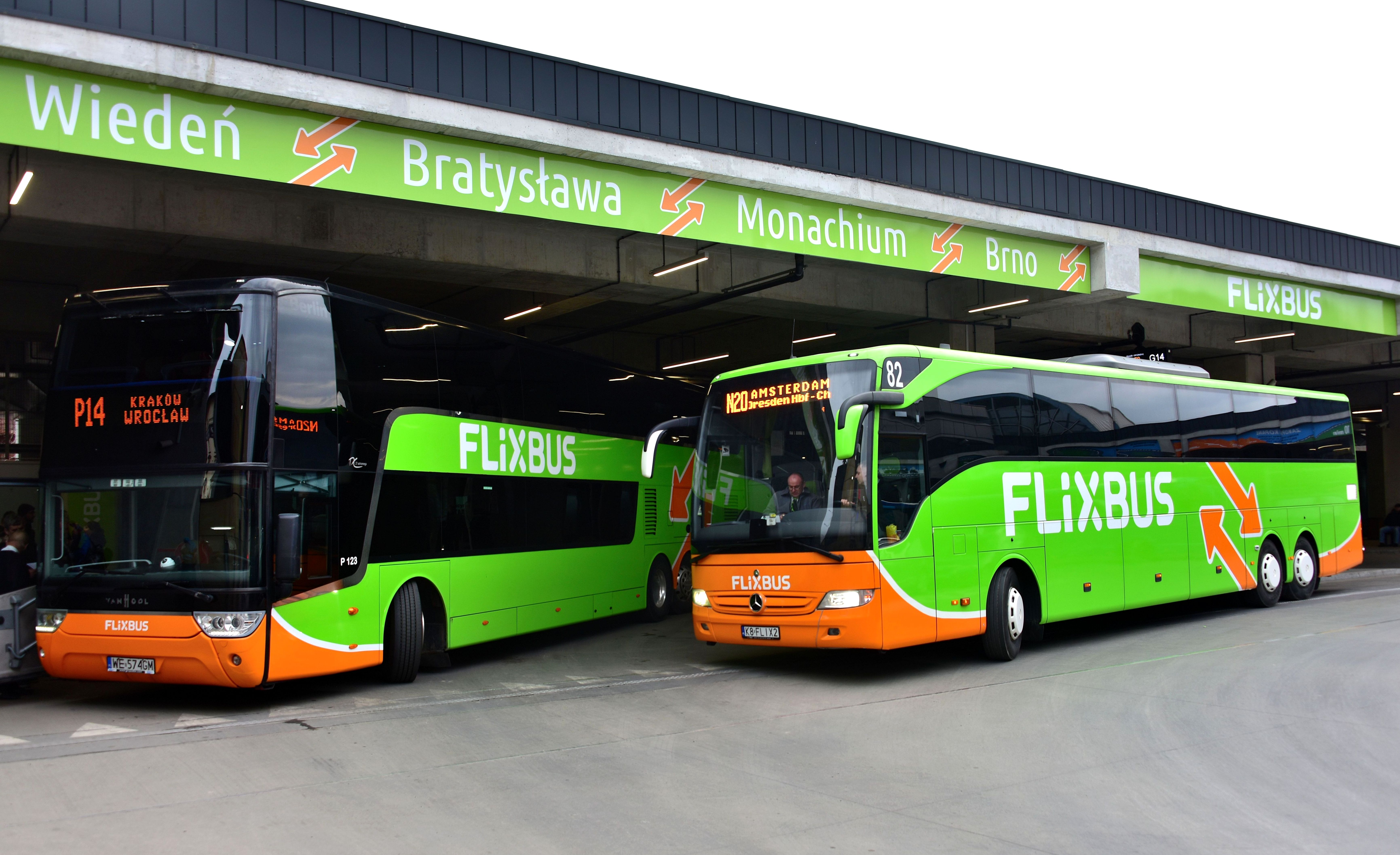
Autokary FlixBus na Dworcu MDA w Krakowie

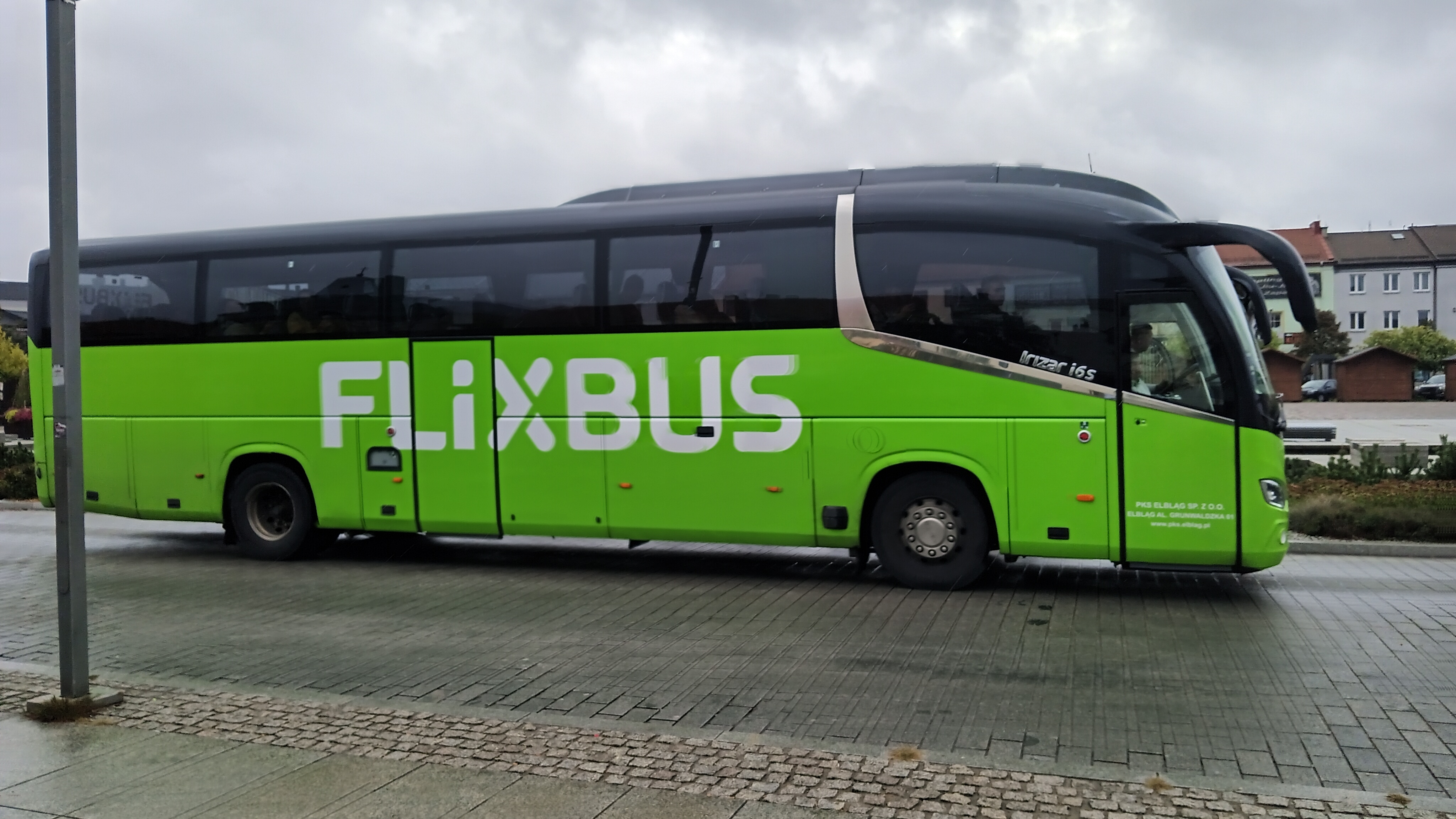
Autokar FlixBusa w Tomaszowie Mazowieckim (październik 2024)

Na rynku polskim FlixBus jest obecny od 3 grudnia 2015 roku. Pierwszą uruchomioną trasą było połączenie Szczecin – Berlin ZOB w oparciu o autokary przewoźnika Interglobus. W dalszej kolejności w 2016 roku została nawiązana współpraca z przedsiębiorstwem Souter Holdings Poland, które uruchamiało autokary pod marką PolskiBus.com. W siatkę FlixBus weszły połączenia zagraniczne, m.in. do Wiednia, Berlina, Bratysławy, Pragi, Budapesztu i Brna. Autokary zachowały jednak czerwoną malaturę poprzedniego przewoźnika. W tym samym roku FlixBus uruchomił także kolejne połączenia do Polski pod własnym logo na trasach z Wrocławia oraz Warszawy do miast w południowych Niemczech oraz w Czechach.
Pod koniec 2017 roku zapowiedziano integrację sieci połączeń PolskiBus.com z siecią FlixBus. W następstwie wszystkie połączenia polskiego przewoźnika weszły w siatkę połączeń FlixBus. Wszystkie autokary zostały przemalowane w zielono-pomarańczowe barwy, zostały także dostosowane do wymagań FlixBusa. Wśród polskich przewoźników, którzy stali się podwykonawcami Flix znalazły się również takie firmy jak Mobilis, PKS Bydgoszcz, PKS Szczecinek, Polbus-PKS Wrocław, Inter i Voyager.
W siatce połączeń FlixBus w Polsce znalazły się również cztery polskie porty lotnicze: Wrocław-Strachowice, Kraków-Balice, Warszawa-Modlin oraz Katowice-Pyrzowice. W połowie 2018 roku na dworcu autobusowym Warszawa-Młociny został otwarty pierwszy w Polsce punkt obsługi klienta FlixShop. Bilety są także dostępne w partnerskich punktach sprzedaży na terenie całego kraju.
W pierwszym półroczu 2018 FlixBus przewiózł w Polsce 2 mln pasażerów, a średnie zapełnienie autokaru wyniosło 60%. W Polsce w sieci FlixBus w 2018 roku znajdowało się 18 przewoźników dysponujących 150 autokarami i zatrudniającymi 600 kierowców. W rozkładzie jazdy na 2018 roku w siatce połączeń znajdowało się 70 miejscowości w Polsce oraz 20 miejscowości w Europie z bezpośrednim połączeniem do Polski. W planach jest dalsze zwiększanie liczby kursów, w tym także na wschód od Polski.
W styczniu 2019 r. uruchomiono drugi punkt obsługi klienta w Polsce, czyli FlixShop, który znajduje się w Krakowie na dworcu autobusowym MDA przy ul. Bosackiej 18. W połowie roku oficjalnie otworzono biuro FlixBusa w Kijowie, co przypieczętowało rozpoczęcie działalności firmy na terenie Ukrainy. Również w kwietniu 2019 r. miała miejsce pierwsza edycja Akademii Kierowcy, której celem jest doszkalanie kierowców w aspekcie prowadzenia autobusu w trudnych, kontrolowanych warunkach oraz odpowiednie reagowanie w sytuacjach krytycznych. Pod koniec 2019 roku, czyli po dwóch latach działalności firmy w Polsce, w siatce FlixBusa znajdowało się już 250 połączeń.
Z początkiem 2020 r., wraz z wybuchem pandemii COVID-19, nastąpiło zamknięcie większości połączeń ze względu na rządowe obostrzenia i wdrożenie procedur sanitarnych. Jednak już w połowie roku, gdy restrykcje zostały częściowo zniesione, FlixBus rozpoczął swoje pierwsze kursy na Litwie, Łotwie i Estonii. Początkowa oferta przewoźnika w regionie bałtyckim zawierała 19 kierunków w ramach 5 regularnych linii, łączących główne miasta krajów bałtyckich z Warszawą i Berlinem.
W związku z przedłużającą się pandemią aż do połowy następnego roku, obostrzenia nie pozwalały na dynamiczny rozwój nowych połączeń. Jednak już w lipcu 2021 r. nastąpił największy restart siatki połączeń FlixBusa po pandemii, a firma stale podporządkowywała się nowym procedurom sanitarnym, dbając o utrzymanie standardów bezpieczeństwa na pokładzie pojazdów.
Wraz z początkiem 2022 r. oraz wybuchem wojny na Ukrainie, FlixBus ogłosił pełną mobilizację w celu wsparcia ruchu migracyjnego i pomocy uchodźcom. We współpracy z Caritas i PCK, przewoźnik transportował dary ze zbiórek dla Ukrainy, które następnie trafiały do osób potrzebujących oraz na front. Z inicjatywy pracowników firma przekazała również ponad 3000 voucherów, aby umożliwić ludziom ewakuację z kraju.
W lipcu 2022 Flix obchodził drugą rocznicę działalności w krajach bałtyckich oraz otwarcie pierwszego w Tallinnie FlixShopu, który jednocześnie stał się głównym hubem przesiadkowym regionu bałtyckiego. Rok 2022 zakończył się rekordowym wynikiem dla polskiej spółki – w dostępnej siatce połączeń znalazło się ponad 330 miast oraz ponad 120 linii w 17 krajach.

## Struktura własnościowa
Struktura własnościowa Flix (stan na luty 2018):
- trzej założyciele (Jochen Engert, Daniel Krauss i André Schwämmlein): 33%
- General Atlantic: 33%
- Holtzbrinck Ventures: 15%
- Silver Lake: 10%
- Daimler: 5%
- pozostali udziałowcy: 4%